# Cynorta albipicta
Cynorta albipicta is een hooiwagen uit de familie Cosmetidae.